# Litecoin
Litecoin (Лајткоин; симбол: Ł) је виљушка Биткоина,  електронског система плаћања користећи истоимену криптовалуту. Криптографске методе се користе за обезбеђивање функционисања и заштите система.
Лајткоин се може користити за размену за Биткоин или опште прихваћени новац у размењивачима, као и за електронско плаћање робе или услуга од трговаца који су спремни да их прихвате.

## Разлике између Биткоина и Лајткоина
Лајткоин је друга Биткоин виљушка након Нејмкоина и има само мале разлике од ње:
- У Биткоин блокчејну нови блок се појављује сваких 10 минута, док у Лајткоинској мрежи овај процес траје само 2,5 минута. Према томе, трансакције у лајткоин мрежи су 4 пута брже и њихов трошак је 3-5 пута мањи од оног за биткоин.
- Рударство лајткоина ће престати када укупан број минираних новчића достигне 84 милиона. Максималан број биткоина је 4 пута мањи - 21 милион.[3]
- Ако Биткоин ради на СХА-256, тада ће Лајткоин користити scrypt, који је развио официр за безбедност FreeBSD-а Колин Персивал. Функција scrypt олакшава рударство.[4][5]

## Историја
Лајткоин је објављен преко клијента отвореног кода на GitHub-у 13. октобра 2011.
У новембру 2013. године, Лајткоин је достигао тржишну капитализацију од милијарду долара. Почетком 2014. године развојни тим Лајткоина је објавио алфа верзију Андроид апликације. У мају 2017. године је активирана подршка за SegWit у софтверу Лајткоина. У септембру 2017. извршене су прве атомске трансакције. За 4 дана извршене су трансакције између Лајткоина и Декреда, Лајткоина и Верткоина, Лајткоина и Биткоина. У августу 2021. године капитализација Лајткоина била је 12,2 милијарде долара.